# Poedit
Poedit(구 명칭: poEdit)는 언어 현지화 프로세스를 지원하는 셰어웨어 및 크로스 플랫폼 gettext 카탈로그(.po 파일) 편집기이다. 워드프레스 개발자 토드(Thord Hedengren)에 따르면 Poedit는 이식 가능한 언어 파일을 편집하는 데 "가장 인기 있는 프로그램 중 하나"이다.
이는 C++로 작성되었으며 wxWidgets의 일부 하위 클래스에 의존하지만 GTK 라이브러리의 그래픽 제어 요소를 활용한다.